# POWER (マイクロプロセッサ)
POWER（パワー）は、Power Architecture をベースとした、IBMのRISCマイクロプロセッサ (CPU) のシリーズである。

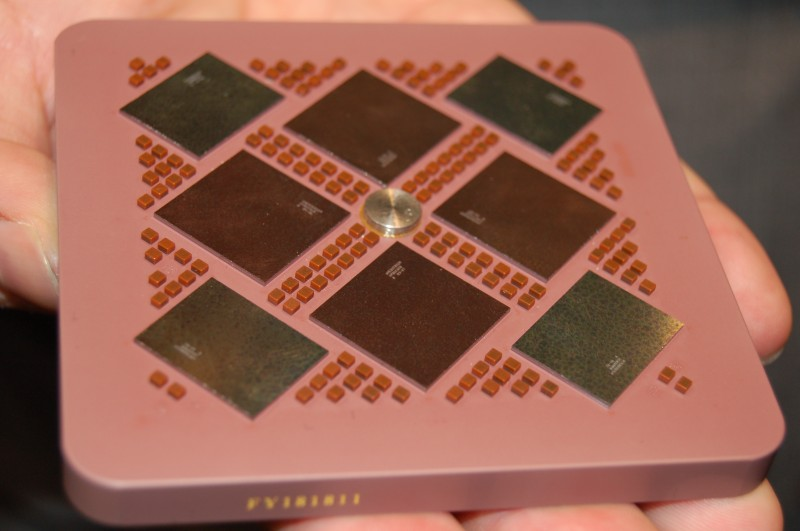
IBM POWER5

当初は32ビットであったが、POWER3 以降は64ビット化された。また派生製品に PowerPC がある。2023年4月時点の最新版はPOWER10である。
特徴として、比較的低いクロックで性能を発揮できるため、同じ性能ならば消費電力や発熱量を抑えられ、また動作周波数を引き上げる事により更なる性能向上が容易である。このためIBMなどのスーパーコンピュータ、UNIX ワークステーション、オフィスコンピュータなどで使用されている。

## 歴史

### POWER 系列
POWER アーキテクチャの祖先として70年代の IBM 801、80年代の IBM RT-PC 用 ROMP プロセッサがあるが、POWER という名称が登場したのは1990年の POWER1（） が最初である。POWER1 は80万個のトランジスタを実装していた。

### POWER2
1993年に登場し、浮動小数点ユニットとキャッシュが増強された1998年まで現役を務めた。なお、1997年に世界チェスチャンピオンのガルリ・カスパロフを初めて破って有名になったスーパーコンピュータ「ディープ・ブルー」は、POWER2（ならびにチェス専用プロセッサ）を搭載していた。

### POWER3
1998年に登場した。POWER1 と PowerPC 両者との完全な互換性を有する、POWER シリーズ初の完全な64ビットプロセッサである。POWER2 と POWER3 はともに1500万個のトランジスタを実装した。

### POWER4
2001年に登場した。デュアルコア技術が採用され、1チップでSMPシステムが構築可能となった。0.18ミクロン製造プロセスルールと SOI 技術により、1プロセッサあたり1億7400万個ものトランジスタが実装されている。また、POWER3 と同様に POWER アーキテクチャおよび PowerPC アーキテクチャ双方との互換性が保たれており、POWER4 のコアに VMX を追加したものが PowerPC 970（PowerPC G5）のコアとしても使われている。POWER4 の登場によって、Star系列（RS64系列、後述）プロセッサの歴史に幕が下ろされた。

### POWER5
2004年に登場した。同時マルチスレッディング（SMT）などの新技術を取り入れたものである。

### POWER6
2007年5月21日に発表された。アウト・オブ・オーダー実行機能の一部を削除するかわりに、消費電力をあまり増加させずにクロックを2倍に引き上げ初めて 4 GHz に到達し、その後 5 GHz のプロセッサーが発表されている。VMX、十進浮動小数点演算機能などの技術も取り入れている。消費電力は1スレッドあたり35W。

### POWER7
2010年2月8日に発表された。POWER7は4、6、8コアの版があり、同時マルチスレッディングにより各コアで最大4つのスレッドを処理し、前身の POWER6 とバイナリ互換を保つ。プロセッサーあたりのコア数は最大で4倍に増え、プロセッサー上に最大32MB L3 eDRAM キャッシュを統合しているが、消費電力は POWER6 とほぼ同等である。

### POWER7+
2012年10月に発表された。POWER7からの45nmプロセスから32nmプロセスにシュリンクすることで、クロックが高速化されL3キャッシュが最大80MBに増加した。一方でTurboCoreモードは削除された。

### POWER8
2014年4月24日に発表された。POWER8は6、8、10、12コアの版があり、同時マルチスレッディングにより各コアで最大8つのスレッドを処理する、 POWER7 後継プロセッサである。プロセッサーあたりのコア数は最大で1.5倍に増え、プロセッサー上に 96MB L3 eDRAM キャッシュを統合している。

### POWER9
2016年9月のHot Chips 28で発表された。POWER9は14nmプロセスで作られ80億トランジスタ、プロセッサー上に120MB L3 eDRAM キャッシュを統合し、SMT4またはSMT8のコアを最大12コア搭載。

### POWER9 AIO
2019年8月のHot Chips 31で発表された。POWER9から、インターフェイスの高速化が施されている。

### POWER10
2020年8月のHot Chips 32 で発表された。POWER10は7nmプロセスで作られ180億トランジスタ、プロセッサー上に120MB L3キャッシュを統合し、SMT8のコアを最大15コア搭載。

### POWER11
2025年7月に発表された。SMT8のコアを最大30コア搭載。

### RS64系列
PowerPC アーキテクチャを元に、商用 UNIX システムに必要な整数演算性能に最適化されたプロセッサファミリーがRS64系列である。開発用コードネームは星にちなんだ名前または最後が「star」か、それに似た音で終わる語が選ばれていたため「Starプロセッサ」とも呼ばれる。その名が示すように最初の実装からすべて64ビットであった。
RS64（1997年発表）、RS64 Ⅱ（1998年発表）、RS64 Ⅲ（1999年発表）、RS64 Ⅳ（2001年発表）がある。RS64 Ⅳ では POWER ファミリのプロセッサとしては初めてハードウェアマルチスレッディング機能を搭載した機種である。
長らくRS/6000シリーズおよびその後継の pSeries、AS/400シリーズおよび後継の iSeries の上位機種のプロセッサとして君臨したが、より高速な POWER4 にその座を譲ることとなった。